# Historia de los lenguajes de programación
Este artículo trata sobre la historia de los lenguajes de programación.

## Antes
Los primeros lenguajes de programación preceden a la computadora moderna. En un inicio los lenguajes eran códigos.
La máquina del  telar de Jacquard, creada en 1801, utilizaba los orificios en tarjetas perforadas para representar los movimientos de un brazo de la máquina de tejer, con el objetivo de generar patrones decorativos automáticamente.
Durante un período de nueve meses entre 1842 y 1843, Ada Lovelace tradujo las memorias del matemático italiano Luigi Menabrea acerca de la nueva máquina propuesta por Charles Babbage, la Máquina Analítica. Con estos escritos, ella añadió unas notas en las cuales especificaba en detalle un método para calcular los números de Bernoulli con esta máquina.
Herman Hollerith se percató de que podía codificar la información en tarjetas perforadas cuando observó a los conductores de trenes que identificaban a los pasajeros según el orificio que hacían en su respectivo ticket. En 1890, la máquina tabuladora de Herman Hollerith fue utilizada para procesar los datos del censo de Estados Unidos utilizando tarjetas perforadas.
Los primeros códigos de computadora estaban especializados según sus aplicaciones. En las primeras décadas del siglo XX, los cálculos numéricos estaban basados en los números decimales. Con el paso del tiempo, se dieron cuenta de que la lógica podía ser representada con números, no sólo con palabras. Por ejemplo, Alonzo Church fue capaz de expresar el cálculo lambda a través de fórmulas. La máquina de Turing estableció las bases para almacenar programas como datos en la arquitectura de von Neuman de una computadora. Sin embargo, a diferencia del cálculo lambda, el código de Turing no serviría satisfactoriamente como base para lenguajes de más alto nivel- su principal uso es en el análisis riguroso en la complejidad algorítmica.
Como muchos “primeros” en la historia, el primer lenguaje de programación moderno es difícil de identificar. Desde un inicio, las restricciones de hardware definían el lenguaje. Las tarjetas perforadas permitían 80 columnas, pero algunas de estas serían utilizadas para una clasificación de cada tarjeta. FORTRAN incluía algunas palabras reservadas provenientes del Inglés, como “IF”, “GOTO” (go to) y “CONTINUE”. El uso del tambor magnético para la memoria implicaba que los programas informáticos tuvieran que estar intercalados con las rotaciones del tambor. Por lo tanto los programas eran muy dependientes del hardware.
Para algunas personas, lo que sería el primer lenguaje de programación moderno depende de cuánto poder y legibilidad humana se requería antes de que se concediera el estado de "lenguaje de programación". Tanto el telar de Jacquard como la Máquina Diferencial de Babbage, tenían lenguajes muy simples y extremadamente limitados para describir las acciones que estas máquinas realizaran. Se puede incluso considerar los agujeros perforados en los rollos de pianola como un limitado lenguaje de dominio específico, a pesar de no estar diseñado para el consumo humano.

## Historia
En la década de 1940 fueron creadas las primeras computadoras modernas, con alimentación eléctrica. La velocidad y capacidad de memoria limitadas forzaron a los programadores a escribir programas, en lenguaje ensamblador muy afinados. Finalmente se dieron cuenta de que la programación en lenguaje ensamblador requería de un gran esfuerzo intelectual y era muy propensa a errores.
En 1948, Konrad Zuse publicó un artículo acerca de su lenguaje de programación Plankalkül. Sin embargo, no fue implementado en su vida y sus contribuciones fueron aisladas de otros desarrollos.
Entre algunos lenguajes importantes que fueron desarrollados en este período se encuentran:
- 1943 - Plankalkül, diseñado, pero sin implementar durante medio siglo
- 1943 - se crea el sistema de codificación ENIAC.
- 1949 - 1954 -- una serie de conjuntos de instrucciones nemotécnicas, como la de ENIAC, comenzando en 1949 con C-10 para BINAC (que luego evolucionaría en UNIVAC). Cada conjunto de instrucciones estaba destinado a un fabricante específico

## Las décadas de 1950 y 1960
En los cincuenta, los tres primeros lenguajes de programación modernos, cuyos descendientes aún continúan siendo utilizados, son:
- FORTRAN (1957), creado por John Backus.
- LISP (1958), creado por John McCarthy.
- COBOL (1959), creado por Grace Hopper durante su participación en el Short Range Committee.

Otro hito a finales de 1950 fue la publicación, por un comité Americano y Europeo de científicos de la computación, de un nuevo “lenguaje para algoritmos”; el Reporte de ALGOL 60 ("ALGOrithmic Language"). Este reporte consolidó muchas ideas que estaban circulando en aquel entonces, y proporcionó dos innovaciones importantes para los lenguajes de programación:
- Estructuras de bloques anidadas: las secuencias de código y las declaraciones asociadas se pueden agrupar en bloques sin tener que pertenecer explícitamente a procedimientos separados;
- Ámbito léxico: un bloque puede tener sus propias variables, procedimientos y funciones, invisible al código fuera de dicho bloque, por ejemplo, ocultamiento de información.

Otra innovación, relacionada con esto, fue cómo el lenguaje fue descrito:
- Una notación matemática exacta, Backus-Naur Form (BNF), fue utilizada para describir la sintaxis del lenguaje. Todos los subsecuentes lenguajes de programación han utilizado una variante de BNF para describir la porción libre del contexto de su sintaxis.

Algol 60 influenció particularmente en el diseño de lenguajes posteriores, de los cuales algunos se hicieron más populares. Los grandes sistemas de Burroughs fueron diseñados para ser programados en un subconjunto extendido de Algol.
Las ideas fundamentales de Algol se continuaron, produciendo Algol 68:
- la sintaxis y la semántica se hizo aún más ortogonal, con rutinas anónimas, un sistema de tipificación recursiva con funciones de orden superior, etc.;
- y no sólo la parte libre del contexto, sino que tanto la sintaxis como la semántica del lenguaje completo fueron definidos formalmente, en términos de una gramática de Van Wijngaarden, un formalismo diseñado específicamente para este propósito.

Las variadas pero poco usadas características de Algol 68 (por ejemplo, bloques simultáneos y paralelos) y su complejo sistema de atajos sintácticos y coerciones automáticas de tipo lo hicieron impopular entre los ejecutores y se ganó una reputación de ser difícil. Niklaus Wirth salió del comité de diseño para crear el sencillo lenguaje Pascal.
Algunos de los lenguajes importantes que fueron desarrollados en este período incluyen:
- 1951 - Regional Assembly Language
- 1952 - Autocoder
- 1954 - IPL (precursor de LISP)
- 1955 - FLOW-MATIC (precursor de COBOL)
- 1957 - FORTRAN (primer compilador)
- 1957 - COMTRAN (precursor de COBOL)
- 1958 - LISP
- 1959 - FACT (precursor de COBOL)
- 1959 - COBOL
- 1959 - RPG
- 1962 - APL
- 1962 - Simula
- 1962 - SNOBOL
- 1963 - CPL (precursor de C)
- 1964 - BASIC
- 1964 - PL/I
- 1967 - BCPL (precursor de C)

## 1968-1979: estableciendo paradigmas fundamentales
El período comprendido entre finales de 1960 y finales de 1970 trajo un gran florecimiento de lenguajes de programación. La mayoría de los paradigmas de lenguajes de programación más importantes y actualmente en uso se inventaron en este período:
- Simula, inventado en la década de 1960 por Nygaard y Dahl como un superconjunto de Algol 60, fue el primer lenguaje diseñado para apoyar la programación orientada a objetos.
- C, en principio un lenguaje de programación de sistemas, fue desarrollado por Dennis Ritchie y Ken Thompson en los Laboratorios Bell entre 1969 y 1973.
- Smalltalk (mediados de los 70) proporcionaron un completo diseño de un lenguaje orientado a objetos.
- Prolog, diseñado en 1972 por Colmerauer, Roussel y Kowalski, fue el primer lenguaje de programación lógica.
- ML construyó un sistema de tipos polimórfico (inventado por Robin Milner en 1973) en el tope de Lisp, pionero en los lenguajes funcionales de programación con tipado estático.

Cada uno de estos lenguajes generó toda una familia de descendientes, y los lenguajes más modernos cuentan al menos uno de ellos en su ascendencia.
En los años 60 y 70 también suscitó un debate considerable sobre los méritos de la "programación estructurada", que esencialmente significaba programación sin el uso de GOTO. Este debate estaba estrechamente relacionado con el diseño del lenguaje: algunos lenguajes no incluían GOTO, lo que obligó a la programación estructurada en el programador. Aunque el debate se recrudecía acaloradamente en ese momento, casi todos los programadores están de acuerdo en que, incluso en lenguajes que ofrecen GOTO, es una mala práctica de programación usarlo, excepto en raras circunstancias. Como resultado de ello, las generaciones posteriores de diseñadores de lenguajes han encontrado el debate sobre programación estructurada tedioso e incluso desconcertante.
Algunos lenguajes importantes que se desarrollaron en este período fueron:
- 1968 - Logo
- 1969 - B (precursor C)
- 1970 - Pascal
- 1970 - Forth
- 1972 - C
- 1972 - Smalltalk
- 1972 - Prolog
- 1973 - ML
- 1975 - Scheme
- 1978 - SQL (inicialmente sólo un lenguaje de consulta, posteriormente ampliado con construcciones de programación)
- 1978 - Modula-2

## La década de 1980: consolidación, módulos, rendimiento
La década de 1980 fueron años de consolidación relativa en los lenguajes imperativos. En vez de inventar nuevos paradigmas, se comenzó a trabajar a partir de las ideas inventadas en la década anterior. C++ combinaba la programación orientada a objetos y la programación de sistemas. El gobierno de Estados Unidos estandarizó Ada, un lenguaje de programación de sistemas destinado a ser utilizado por contratistas de defensa. En Japón y en otras partes, se gastaron enormes sumas investigando los llamados lenguajes de programación de quinta generación que incorporaban construcciones de la programación lógica. La comunidad de los lenguajes funcionales llevaron a cabo la estandarización de ML y Lisp. La investigación en Miranda, un lenguaje funcional, con evaluación perezosa, comenzó a tomar fuerza en esta década.
Una nueva tendencia importante en el diseño de lenguajes era un mayor enfoque en la programación de sistemas a gran escala a través del uso de módulos, una organización a gran escala de unidades de código. Modula, Ada, y ML desarrollaron sistemas de módulos notables en la década de 1980. Los sistemas de módulos eran relacionados con frecuencia con construcciones de programación genéricas, que serían, en esencia, módulos parametrizados (véase también polimorfismo en programación orientada a objetos).
Aunque no aparecían nuevos paradigmas de lenguajes de programación imperativos, muchos investigadores expandieron las ideas de los lenguajes anteriores y las adaptaron a nuevos contextos. Por ejemplo, los lenguajes de los sistemas Argus y Emerald adaptaron la programación orientada a objetos para sistemas distribuidos.
La década de 1980 también trajo avances en la implementación de lenguajes de programación. El movimiento de RISC en la arquitectura de computadoras postulaba que el hardware debía estar diseñado para los compiladores más que para los programadores de ensamblador humanos. Con la ayuda de las mejoras en la velocidad del procesador, permitiendo técnicas de compilación cada vez más agresivas, el movimiento RISC despertó un mayor interés en la tecnología de compilación de los lenguajes de alto nivel.
Las tecnologías de los lenguajes continuaron sobre estas líneas entrando en la década de 1990.
Algunos lenguajes importantes que se desarrollaron en este período son:
- 1980 - C++ (C con clases, el nombre cambió en julio de 1983)
- 1983 - Ada
- 1984 - Common Lisp
- 1984 - MATLAB
- 1985 - Eiffel
- 1986 - Objective-C
- 1986 - Erlang
- 1987 - Perl
- 1988 - Tcl
- 1988 - Mathematica
- 1989 - FL (Backus);

## La década de 1990: la era de Internet
El rápido crecimiento de Internet en la década de 1990 fue el siguiente gran acontecimiento histórico para los lenguajes de programación. Con la apertura de una plataforma totalmente nueva para los sistemas informáticos, Internet creó una oportunidad adoptar nuevos lenguajes. En particular, el lenguaje de programación JavaScript se hizo popular debido a su pronta integración con el navegador web Netscape Navigator, y varios lenguajes de scripting alcanzaron un amplio uso en el desarrollo de aplicaciones personalizadas para servidores web. La década de 1990 no vio ninguna novedad fundamental en los lenguajes imperativos, pero sí mucha recombinación y la maduración de viejas ideas. Esta era comenzó la difusión de los lenguajes funcionales. Una filosofía de conducción grande era la productividad del programador. Surgieron muchos lenguajes de “aplicaciones de desarrollo rápido” (RAD), los cuales usualmente venían con un IDE, recolector de basura, y eran descendientes de lenguajes anteriores. Todos estos lenguajes eran orientados a objeto. Estos incluían Object Pascal, Visual Basic y Java. Java, en particular, recibió mucha atención. Pero más radicales e innovadores que los lenguajes de RAD eran los nuevos lenguajes de script. Estos no descendían directamente de otros lenguajes y ofrecieron nuevas sintaxis e incorporación más liberal de otras características. Muchos consideran estos lenguajes de script más productivos que los lenguajes de RAD, aunque esto se debe a menudo a que es más difícil escribir y mantener largos programas que pequeños programas simples. Sin embargo, no es menos cierto que los programas de script llegaron para convertirse en los más prominentes en la conexión con la Web.
Algunos lenguajes importantes que se desarrollaron en este período son:
- 1990 - Haskell
- 1991 - Python
- 1991 - Visual Basic
- 1991 - HTML (lenguaje de marcado de hipertexto)
- 1993 - Ruby
- 1993 - Lua
- 1994 - CLOS (parte del ANSI Common Lisp)
- 1995 - Java
- 1995 - Delphi (Object Pascal)
- 1995 - JavaScript
- 1995 - PHP
- 1996 - WebDNA
- 1997 - Rebol
- 1999 - D

## 2000-2015
La evolución de los lenguajes de programación continúa, tanto en la industria como en investigación. Algunas de las tendencias actuales incluyen:
- Aumentar el soporte para la programación funcional en lenguajes importantes utilizados comercialmente, incluida la programación funcional pura para hacer el código más fácil de razonar y de paralelizar (tanto en macro como en micro-niveles).
- Construir lenguajes para apoyar la programación concurrente y distribuida.
- Mecanismos para añadir al lenguaje verificación en cuanto a seguridad y confiabilidad: chequeo sintáctico extendido, control de flujo de información, seguridad de hilos.
- Mecanismos alternativos de modularidad: mixins, delegados, aspectos.
- Desarrollo de software orientado a componentes.
- Metaprogramación, la reflexión o el acceso al árbol de sintaxis abstracta.
- Mayor énfasis en cuanto a distribución y movilidad.
- Integración con bases de datos, incluyendo XML y bases de datos relacionales.
- Soporte para Unicode para que el código fuente (texto del programa) no se limite sólo a los caracteres contenidos en el conjunto de caracteres ASCII, permitiendo, por ejemplo, el uso de caracteres no latinos basados en guiones o signos de puntuación extendidos.
- XML para interfaz gráfica (XUL, XAML).
- El código abierto como una filosofía de desarrollo de lenguajes, incluyendo la colección de compiladores de GNU y lenguajes recientes, como Python, Ruby, y Squeak.
- Programación Orientada a Aspectos (AOP).
- Lenguajes que soporten programar sobre los procesadores de la GPU en paralelo, como OpenCL.

Algunos lenguajes importantes desarrollados durante este período incluyen:
- 2000 - ActionScript
- 2001 - C#
- 2001 - Visual Basic .NET
- 2002 - F#
- 2003 - Groovy
- 2003 - Scala
- 2003 - Factor
- 2005 - Scratch
- 2007 - Clojure
- 2009 - Go
- 2011 - Dart
- 2014 - Swift

## Personas destacadas en la historia de los lenguajes de programación
- Joe Armstrong, creador de Erlang.
- John Backus, inventor de Fortran.
- Alan Cooper, desarrollador de Visual Basic.
- Edsger W. Dijkstra, desarrolló la estructura para la programación estructurada.
- James Gosling, desarrollador de Oak, precursor de Java.
- Anders Hejlsberg, desarrollador de Turbo Pascal, Delphi y C#.
- Grace Hopper, desarrolladora de Flow-Matic, influenciando el lenguaje COBOL.
- Kenneth E. Iverson, desarrollador de APL, y co-desarrollador de J junto a Roger Hui.
- Bill Joy, inventor de vi, autor de BSD Unix, creador de SunOS, el cual se convirtió en Solaris.
- Alan Kay, pionero en programación orientada a objetos, creador de Smalltalk.
- Brian Kernighan, coautor del primer libro de programación en lenguaje C con Dennis Ritchie, y coautor de los lenguajes de programación AWK y AMPL.
- Yukihiro Matsumoto, creador de Ruby.
- Mitchel Resnick, creador del lenguaje visual Scratch
- John McCarthy, inventor de LISP.
- Bertrand Meyer, inventor de Eiffel.
- Robin Milner, inventor de ML, y compartió crédito en el método Hindley–Milner de inferencia de tipo polimórfica.
- John von Neumann, creador del concepto de sistema operativo.
- Martin Odersky, creador de Scala, y previamente contribuyó en el diseño de Java
- Seymour Papert, pionero de la inteligencia artificial, inventor del lenguaje de programación Logo en 1968. .
- Dennis Ritchie, inventor de C. Sistema Operativo Unix.
- Nathaniel Rochester, inventor del primer lenguaje en ensamblador simbólico (IBM 701).
- Guido van Rossum, creador de Python.
- Bjarne Stroustrup, desarrollador de C++.
- Ken Thompson, inventor de B, desarrollador de Go, y coauthor del sistema operativo Unix.
- Larry Wall, creador de Perl y Perl 6.
- Niklaus Wirth, inventor de Pascal, Modula y Oberon.
- Stephen Wolfram, creador de Mathematica.